# European Council of Conscripts Organisations
De European Council of Conscripts Organisations (ECCO) is opgericht in 1979 door diverse dienstplichtorganisaties uit Zweden, Finland, Denemarken, Noorwegen, (West-)Duitsland, Nederland, België, Frankrijk en Spanje.
De organisatie heette oorspronkelijk European Conference of Conscripts Organisations. Gedurende de eerste tien jaar diende het als platform voor dienstplichtigen die eens per jaar samenkwamen om ideeën en ervaringen uit te wisselen. Begin jaren 1990 ontwikkelt ECCO zich tot een organisatie die meer actief wordt in het verdedigen van de rechten van dienstplichtige militairen.
In 1992 verandert ECCO van een platform naar een vereniging. De naam wordt dan gewijzigd in European Council of Conscripts Organisations.